# Флоренсия (Каука)
Флоренсия (исп. Florencia) — город и муниципалитет на юго-западе Колумбии, на территории департамента Каука. Входит в состав Южной провинции.

## История
Поселение, из которого позднее вырос город, было основано 17 декабря 1535 года. Муниципалитет Флоренсия был выделен в отдельную административную единицу в 1993 году.

## Географическое положение

Муниципалитет Флоренсия

Город расположен в южной части департамента, в горной местности Центральной Кордильеры, на расстоянии приблизительно 96 километров к юго-западу от города Попаян, административного центра департамента. Абсолютная высота — 1611 метров над уровнем моря.
Муниципалитет Флоренсия граничит на северо-западе и западе с территорией муниципалитета Меркадерес, на северо-востоке — с муниципалитетом Боливар, на юге — с территорией департамента Нариньо. Площадь муниципалитета составляет 56,3 км².

## Население
По данным Национального административного департамента статистики Колумбии, совокупная численность населения города и муниципалитета в 2015 году составляла 6132 человека.
Динамика численности населения муниципалитета по годам:
| 2005 | 2006 | 2007 | 2008 | 2009 | 2010 | 2011 | 2012 | 2013 | 2014 | 2015 |
| ---- | ---- | ---- | ---- | ---- | ---- | ---- | ---- | ---- | ---- | ---- |
| 6028 | 6036 | 6044 | 6053 | 6063 | 6073 | 6084 | 6095 | 6107 | 6119 | 6132 |

Согласно данным переписи 2005 года мужчины составляли 50,6 % от населения Флоренсии, женщины — соответственно 49,4 %. В расовом отношении белые и метисы составляли 77,7 % от населения города; негры, мулаты и райсальцы — 22,2 %; индейцы — 0,1 %.
Уровень грамотности среди всего населения составлял 83,5 %.

## Экономика
69,7 % от общего числа городских и муниципальных предприятий составляют предприятия торговой сферы, 19,7 % — предприятия сферы обслуживания, 10,6 % — промышленные предприятия.